# دار السك الأمريكية
دار السك الأمريكية (بالانجليزية: United States Mint) هي وحدة تابعة لوزارة الخزانة الأمريكية وهي وكالة مستقلة ومسؤولة عن إنتاج العملات المعدنية للولايات المتحدة تم إنشاء سك العملة في فيلادلفيا عام 1792م.

## انظر ايضا
مدير دار السك الأمريكية [الإنجليزية]